# 거대 화성암 지대

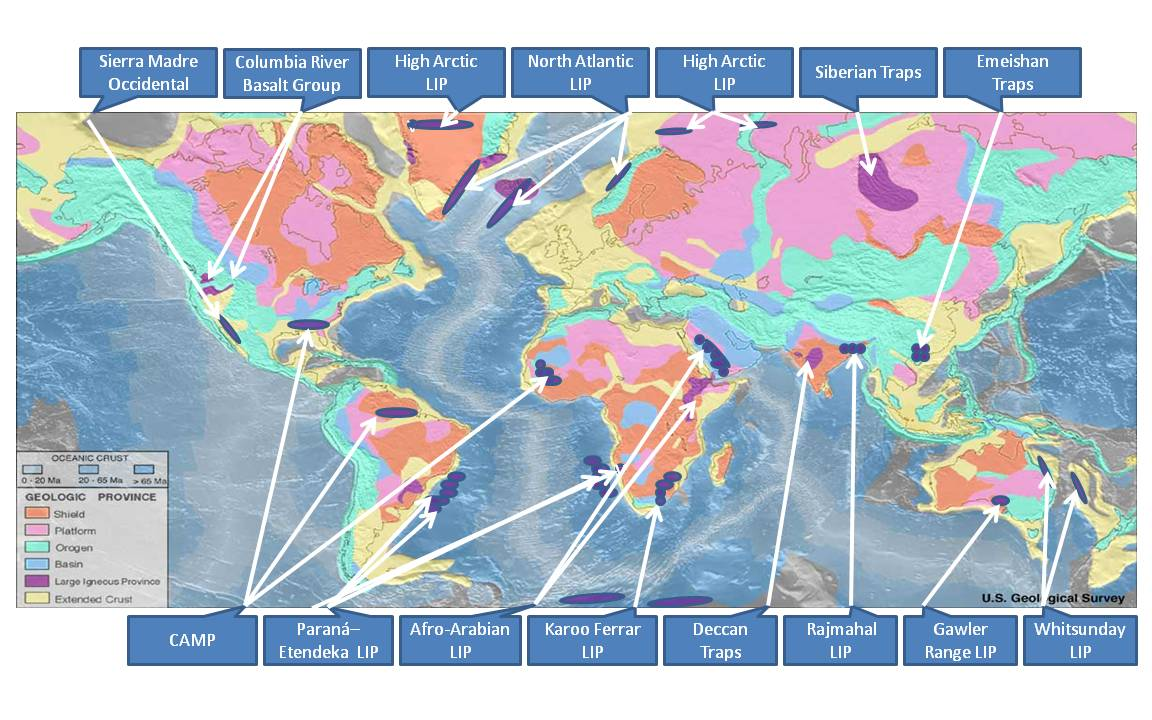
몇몇 거대한 화성암 지대가 (짙은 자주빛)으로 표시되어 있다. 이는 지진 굴절 데이터에서 볼 수 있듯이, 지질학적 지층을 이룬다.

거대 화성암 지대(巨大火成巖地帶, 영어: Large Igneous Province)는 매우 거대하게 쌓아진 화성암 지대로, 여기엔 올라온 마그마가 표면을 훑으면서 만들어진 평행, 수평한 판상 관입암체 혹은 제방, 그리고 분출물 (용암 흐름, 화산 쇄설물 퇴적물)등을 포함한다. 또한 이러한 거대 화성암 지대의 형성은 맨틀 플룸이나 혹은 발산하는 판 구조론의 영향을 받는다. 거대 화성암 지대는 지난 5억년 동안 여러 대량 멸종과 더불어 기후변화에 관련되어 있으며, 이에 따르는 여러 관계들에 대한 가설들이 나와 있는 상태이다. 거대 화성암 지대는 활화산이나 혹은 화산과는 다르다.

## 정의
1992년부터 연구진들이 약 아이슬란드 만한(100,000 제곱 킬로미터) 크기 이상의 분출과 더불어, 지질학적 시간으로 볼때 매우 짧은, 그러니까 몇백만년 혹은 그 전의 분출에 대해 사용하였다. 이런 거대 화성암 지대는 현무암 등의 '일반적인' 판 구조론에 의한 생성에 포함되지 않는다.

### 종류
거대 화성암 지대란 단어는 매우 넓으면서 정리되고 있으며, 계속 연구가 진행되고 있다. 이제 거대 화성암 지대란 뜻은 이제 모든 화성암 종류에 사용되고 있다. 거대 화성암지대의 아랫부류에는 거대 화산 지대(large volcanic provinces, LVP), 거대 판구조 지대(large plutonic provinces, LPP)등이 있으며, 정상 판 구조론에 의해 생성된 지대도 제안되었지만 일반적으로 사용되지 않는다.

## 거대 화성암 지대 연구로 인해 생긴 연구들
거대 화성암 지대는 여러 가지 연구들을 정당화하였다:
- 대량 멸종과 기후 변화에 가능한 연결이 있다. 마이클 램파노(Michael Rampino)와 리차드 스토너(Richard Stothers) (1988)는 지난 2억 5천년간의 11차례의 현무암 범람을 꼽는데, 이런 거대 화강암 지대가 해대를 만듬과 동시에 화산 지형을 만듬에 있어 대량 멸종에 일치하다는 연구가 나왔었다.[5]
- 다른 거대 화성암 지대는 경제적인 영향으로 연구되었다. 이들은 구리-니켈, 그리고 철등의 경제적인 매장상태에 집중하고 있다.[6] 또한 이런 화강암 지대가 백금 그룹 원소들의 광상과 더불어 규소 광상에 연관되어 있다고 주장한다.[3] 또한 티타늄과 바나듐의 매장도 이런 거대 화성암 지대와 연관이 있다고 주장하기도 한다.[7]
- 지질학적 기록에 따르면, 거대 화성암 지대는 수권과 더불어 대기권에 큰 영향을 미친걸로 나오며, 이로 인해 거대한 기후 변화와 더불어 아마 대량 멸종과 관련이 있는걸로 나온다.[3] 몇몇은 이런 변화가 지각에서 대지로 빠르게 온실 가스를 배출하는 것으로 보고 있으므로, 이런 거대 화성암 지대는 현재와 앞으로의 환경 변화에 대해 유용한 연구로 사용될 것이다.
- 맨틀의 흐름과 더불어 거대 화성암 지대는 과거의 맨틀 동역학에 대한 통찰력을 가져다 줄수 있다.[8]
- 거대 화성암 지대는 대륙을 만들거나 파괴하고, 상부 맨틀에 새로운 지각을 추가하고 또한 대륙을 넘어선 주기를 수행하고 있다고 보는 관점도 있다.[8]

## 거대 화성암 지대의 형성 특성
거대 화성암 지대가 만들어질 때, 거대 화성암지대는 종종 수백만 제곱 킬로미터와 더불어 양으로 따지면 1백만 세제곱 킬로미터가 넘어간다. 대부분의 현무암 거대 화성암 지대의 경우, 백만년이 되지 않는다. 이런 거대 화성암 지대는 어떻게 이만한 양의 마그마가 형성되고, 짧은 시간안에 분출되었으며, 또한 대서양 능선 현무암질보다 더 빨리 분출되었다는 점에 있다.

### 형성 이론
많은 혹은 대다수 거대 화성암 지대의 경우, 맨틀 플룸에 관련되어 있으며, 운석 충돌이라던가 혹은 판 구조론의 영향을 받기도 한다.

#### 맨틀 플룸
지구상의 대부분의 화산 활동들이 판이 맞닿는 곳 혹은 해령에 있지만, 판 구조론에 영향을 받지 않고 오랜시간동안 그리고 광범위하게 화산 활동을 하는 열점이 존재한다. 전세계적으로 다양한 크기와 년대를 가진 열점들이 확인되었다. 이런 열점들은 천천히 다른곳으로 움직이지만, 지각판보다 더 빨리 움직일 때도 있으며, 그리고 지각판과 연결이 되어 있지 않다.
이 열점의 기원에는 아직도 논란이 있다. 아마도 지구의 핵과 더불어 하부 맨틀간의 경계에 근원이 있을것으로 본다. 약 15~20%의 경우, 연령이 증가하는 선형 사슬을 보여주며, 거대 화성암 지대의 원인을 따져 보면 지진파가 현재 위치해 있는 곳보다 높은 온도를 지적하고 있으며, 또한 He3 와 He4 의 비율에서도 깊숙한 원인이 있는 것으로 보여진다.

#### 판 기반
맨틀 플룸 모델에 대한 다른 대안으로는 판 기반 모델이 있으며, 판의 스트레스로 인해 암석이 용해되어 얇은 다른 부분으로 도달할 수 있다는 것이다. 거대 화성암 지대를 구성하는 많은 양은 상부 맨틀의 대류에 따라 나타났으며, 이런 대류가 지각판의 운동을 좌우한다고 본다.

#### 일찍이 만들어진 저장고의 용출
지구 화학적인 증거로 제시된게 약 45억년 동안 살아남은 일찍이 만들어진 저장고가 이를 만들었다고 주장하는 쪽도 있다. 녹은 물질들은 이런 저장고를 만들었으며, 약 6천마년 전 배핀섬의 분출에 영향을 줬다고 보고 있다. 또한 온통 자바 대지(Ontong java Plateau)의 현무암도 초기 지구 저장고와 유사한 동위원소 비율과 흔적들을 보여주고 있다.

## 같이 보기
- 조산 운동

## 관련된 논문들
- Anderson, DL (December 2005). “Large igneous provinces, delamination, and fertile mantle”. 《Elements》 1 (5): 271–275. doi:10.2113/gselements.1.5.271.
- Baragar, WRA; Ernst, R.E.; Hulbert, L.; Peterson, T. (1996). “Longitudinal petrochemical variation in the Mackenzie dyke swarm, northwestern Canadian Shield”. 《J. Petrol.》 37 (2): 317–359. Bibcode:1996JPet...37..317B. doi:10.1093/petrology/37.2.317.
- Campbell, IH (December 2005). “Large igneous provinces and the plume hypothesis”. 《Elements》 1 (5): 265–269. doi:10.2113/gselements.1.5.265.
- Cohen, B.; Vasconcelos, P.M.D.; Knesel, K. M. (2004). “17th Australian Geological Convention, 8–13 February 2004, held in Hobart, Tasmania”. 《Dynamic Earth: Past, Present and Future》 (Geological Society of Australia): 256. |장=이 무시됨 (도움말)
- Ernst, R.E.; Buchan, K.L.; Campbell, I.H. (February 2005).  A. Kerr, R. England, and P. Wignall, 편집. “Mantle Plumes: Physical Processes, Chemical Signatures, Biological Effects”. 《Lithos》 79 (3–4): 271–297. Bibcode:2005Litho..79..271E. doi:10.1016/j.lithos.2004.09.004. |장=이 무시됨 (도움말)
- “Large Igneous Provinces Commission: Large Igneous Provinces Record”. International Association of Volcanology and Chemistry of the Earth's Interior.  8 November 2007에 원본 문서에서 보존된 문서.
- Jones, AP (December 2005). “Meteor impacts as triggers to large igneous provinces”. 《Elements》 1 (5): 277–281. doi:10.2113/gselements.1.5.277.
- Marsh, JS; Hooper, PR; Rehacek, J; Duncan, RA; Duncan, AR (1997). 〈Stratigraphy and age of Karoo basalts of Lesotho and implications for correlations within the Karoo igneous province〉.   Mahoney JJ and Coffin MF. 《Large Igneous Provinces: continental, oceanic, and planetary flood volcanism》. Geophysical Monograph 100. Washington, DC: American Geophysical Union. 247–272쪽. ISBN 978-0-87590-082-7.
- Peate, DW (1997). 〈The Parana-Etendeka Province〉.   Mahoney JJ and Coffin MF. 《Large Igneous Provinces: continental, oceanic, and planetary flood volcanism》. Geophysical Monograph 100. Washington, DC: American Geophysical Union. 247–272쪽. ISBN 978-0-87590-082-7.
- Ratajeski, K. (2005년 11월 25일). “The Cretaceous Superplume”.
- Ritsema, J.; van Heijst, H.J.; Woodhouse, J.H. (1999). “Complex shear wave velocity structure imaged beneath Africa and Iceland”. 《Science》 286 (5446): 1925–1928. doi:10.1126/science.286.5446.1925. PMID 10583949.
- Saunders, AD (December 2005). “Large igneous provinces: origin and environmental consequences”. 《Elements》 1 (5): 259–263. doi:10.2113/gselements.1.5.259.
- Segev, A (2002). “Flood basalts, continental breakup and the dispersal of Gondwana: evidence for periodic migration of upwelling mantle flows (plumes)” (PDF). 《EGU Stephan Mueller Special Publication Series》 2: 171–191. doi:10.5194/smsps-2-171-2002. 2010년 8월 5일에 확인함.
- Wignall, P (December 2005). “The link between large igneous provinces eruptions and mass extinctions”. 《Elements》 1 (5): 293–297. doi:10.2113/gselements.1.5.293.